# Maladie post-phlébitique

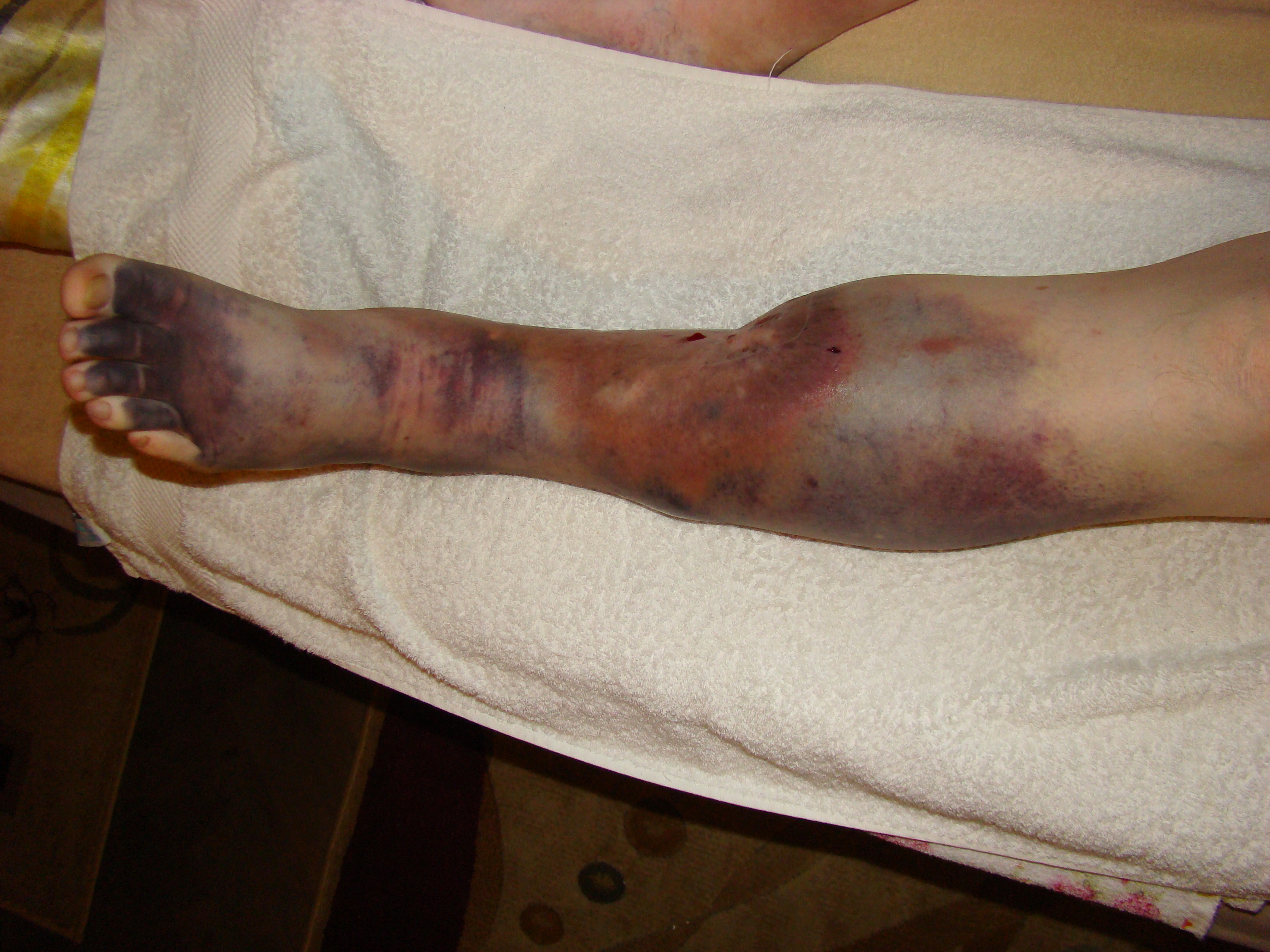
Maladie post-phlébitique sévère avec ulcère cutanée

La maladie post-phlébitique est une complication chronique d'une thrombose veineuse profonde (appelée communément phlébite) associant à des degrés divers une sensation de lourdeurs des jambes, des  varices, œdème des membres inférieurs, des troubles trophiques pouvant aller jusqu'à un ulcère de jambe.

## Épidémiologie
Cette affection complique un cinquième à la moitié des patients ayant fait une thrombose veineuse profonde ce qui correspond à une incidence annuelle comprise entre 1 et 3 pour 1 000 personnes. Les formes sévères concernent près de 6 % des patients après dix ans d'évolution, quelle que soit la durée de l'anticoagulation.
Les facteurs de risque sont la présence d'une thrombose proximale (fémorale ou iliaque), le surpoids, le caractère récidivant des phlébites et la persistance d'une thrombose résiduelle.
Elle serait moins fréquente chez la personne âgée.

## Physiopathologie
Mécaniquement, la thrombose veineuse profonde entraîne une gêne au retour veineux, avec une surpression veineuse profonde, et une dilatation des veines superficielles de suppléances, entraînant une incontinence valvulaire profonde et superficielle. 
L'insuffisance veineuse post-thrombotique est surtout profonde, l'insuffisance veineuse superficielle, elle, y est souvent associée ou précède son apparition.
La perte de potentiel des valvules entraînant le reflux sanguin est appelé syndrome de dévalvulation. Il est décelé au cours d'un écho-doppler, qui permettra également de quantifier en millisecondes le temps de reflux.

## Description
Il s'agit d'une insuffisance veineuse secondaire (dans le sens qu'elle est due à une autre maladie, la thrombose veineuse profonde). Son évolution est d'autant plus sévère lorsque la phlébite initiale a été étendue ou lorsque les premières manifestations ont été importantes.
Plusieurs scores ont été développés afin d'essayer de quantifier la gravité de la maladie. 
Elle peut altérer significativement la qualité de vie et peut ouvrir droit, en France, à la carte CMI (Carte Mobilité Inclusion) selon sa gravité.

## Traitement
La prise en charge de la maladie a fait l'objet de la publication de recommandations par l'American Heart Association en 2014.
La thrombose veineuse profonde est traitée par un anticoagulant oral donné de manière prolongée. Une contention élastique des membres inférieurs est classiquement prescrite mais son intérêt dans la prévention de la maladie post-phlébitique est discutée.
En curatif, l'intérêt de la contention reste empirique. Celles des médicaments veinotoniques (rutosides, hidrosmine et defibrotide (en)) semblent faibles. L'exercice physique peut en améliorer les symptômes.
En cas d'ulcère veineux, la contention et la prise de pentoxifylline accélèrent la cicatrisation.